# Elektriciteitscentrale Buschhaus
De Buschhaus elektriciteitscentrale is een bruinkool-gestookte thermische centrale te Helmstedt, Duitsland. De centrale, gekenmerkt door een 307 m hoge schoorsteen, heeft een vermogen van 380 megawatt.
De centrale werd gepland aan het einde van de jaren 70, en werd in maart 1985 in gebruik genomen. In 2013 verkocht E.ON deze centrale samen met naastgelegen dagbouw Schöningen (Braunkohlerevier Helmstedt) aan huidige eigenaar Mitteldeutsche Braunkohlengesellschaft (MIBRAG). De centrale is in september 2016 uitgeschakeld om als stille reserve te dienen. Volledige ontmanteling volgde in  oktober 2020.